# Wendel Raul Gonçalves Gomes
Wendel Raul Gonçalves Gomes (* 25. Mai 1984 in São Paulo) ist ein ehemaliger brasilianischer Fußballspieler. 

## Karriere

### Verein
Der defensive Mittelfeldspieler begann seine Karriere bei Corinthians in São Paulo, mit denen er 2005 die brasilianische Meisterschaft gewann. 2006 wurde er an den Fortaleza EC verliehen. Wendel kehrte 2007 zu den Corinthians zurück, wurde aber nach zwei Spielen wieder an den Ituano FC verliehen. Im Sommer 2007 wechselte er zum LASK Linz in die österreichische Bundesliga. Dort konnte er in der ersten Saison in 24 Spielen vier Tore erzielen. In der Saison 2008/09 laborierte der Brasilianer an einer Knieverletzung und blieb ohne Einsatz. Im Juni 2009 trennte sich der LASK von Wendel. Der Brasilianer legte danach aufgrund der langwierigen und immer wiederkehrenden Knieverletzung eine Karrierepause ein. Im April 2010 wurde er vom brasilianischen Verein EC Santo André unter Vertrag genommen. In der Folge tingelte er durch unterklassige Klubs seiner Heimat, nur einmal unterbrochen von einem kurzen Aufenthalt in Rumänien beim FC Universitatea Craiova. 2017 beendete er seine aktive Laufbahn.

### Nationalmannschaft
Wendel spielte von der U-15 bis zur U-20 für alle Auswahlmannschaften Brasiliens. 2001 gehörte Wendel zum brasilianischen Aufgebot beim Gewinn des Campeonato Sudamericano Sub-17 und war auch bei der anschließenden U-17-Weltmeisterschaft Stammspieler. 2003 belegte er Rang 2 bei der Campeonato Sudamericano Sub-20, beim Gewinn der U-20-Weltmeisterschaft 2003 stand er allerdings nicht im Aufgebot.

## Erfolge
Nationalmannschaft
- U-17-Südamerikameister: 2001

Corinthians
- Brasilianischer Fußball-Meister: 2005